# Ziemenbach
Der Ziemenbach ist ein vier Kilometer langer Fluss im Landkreis Mecklenburgische Seenplatte und mündet in die Lieps, einen kleinen Vorsee des Tollensesees.

## Quellbach der Tollense
Der Ziemenbach bildet einen Teil des hydrologischen Oberlaufs der Tollense. Dieser entspringt 800 m nordöstlich des 70,5 m ü. NHN gelegenen Mürzsees östlich von Blumenholz, in dessen Quellgrund etwa auf Höhe des Seespiegels. Es folgen in südlicher und westlicher Richtung nahe beieinander drei weitere Seen, ein Mittelsee (69,7 m), ein Langer See (69,3 m) und der im Winkel zwischen B 96 (E 251) und der Bahnstrecke Berlin–Neustrelitz–Rostock gelegene Krebssee (68,8 m). Diesen verlässt der Bach nach Norden und verliert 45 Höhenmeter auf den fünf Kilometern bis zur Sandmühle, etwa  25 m ü. NHN, ab der er Ziemenbach heißt. Von der Sandmühle sind es noch 4,2 Flusskilometer bis zur Lieps.

## Bach im Tal
An der Sandmühle erhält das Quellgewässer der Tollense einen Zulauf (GKZ 9664114) aus dem westlichen Teil des Tals, 5,3 Flusskilometer oberhalb dieses Zusammenflusses und 55 Meter über dem Meer aus der Vereinigung einer 60,4 m ü. NHN gelegenen Quelle und eines 450 m langen Quellbachs unterhalb der Försterei Brustorf im Gemeindegebiet von Klein Vielen. Die Beschriftung als Ziemenbach ist irrtümlich. Bis zur Sandmühle fließt er durch ein zwanzig bis dreißig Meter tief eingeschnittenes, gewundenes und zumeist enges Tal.
Als Oberlauf der Tollense fließt der Unterlauf des Ziemenbaches durch ein gerades Tal mit breitem Talgrund, ausgewiesen als Naturschutzgebiet Ziemenbachtal. Den letzten Kilometer bis zur Mündung westlich von Hohenzieritz-Prillwitz fließt das Gewässer durch verlandete Flächen im gemeinsamen Becken von Lieps und Tollensesee.

## Mühlen
Früher wurden mit dem Ziemenbach Wassermühlen bei Sandmühle und Hohenzieritz betrieben. Der Betrieb dieser Mühlen wurde in den 1950er Jahren eingestellt.